# Revoluție informatică
Revoluția informatică (denumită uneori și revoluție informațională) descrie tendințele curente din economie, industrie, tehnologie și evenimentele sociale de după Revoluția industrială. Pentru a descrie dezvoltarea societății, au fost propuși mai mulți termeni.

## Istoric
În 1939 polimatul britanic John Desmond Bernal, specialist în cristalografie și biologie moleculară, pentru a descrie noul rol pe care îl joacă știința și tehnologia în societate, a introdus termenul de revoluție științifică și tehnologică în cartea sa The Social Function of Science.  Bernal afirma încă de atunci că „știința a devenit o forță producătoare”.
În 1980 sociologul american Daniel Bell milita pentru termenul de societate post-industrială, care duce mai degrabă la o economie bazată pe servicii, decât la socialism.
Mulți alți autori și-au prezentat punctul lor de vedere incluzându-l și pe Zbigniew Brzezinski, care a introdus termenul de „Societate tehnetronică” în 1976.